# Белица (Хасковская область)
Белица (болг. Белица) — село в Болгарии. Находится в Хасковской области, входит в общину Любимец. Население составляет 355 человек.

## Политическая ситуация
В местном кметстве Белица, в состав которого входит Белица, должность кмета (старосты) исполняет Трындю Иванов Трындев (независимый) по результатам выборов.
Кмет (мэр) общины Любимец — Янко Борисов Кючуков (коалиция трёх партий: Болгарская социалистическая партия (БСП), Политическое движение социал-демократов, политический клуб «Фракия») по результатам выборов.